# Альдрованди, Помпео
Помпео Альдрованди (итал. Pompeo Aldrovandi; 23 сентября 1668, Болонья, Папская область — 6 января 1752, Монтефьясконе, Папская область) — итальянский куриальный кардинал, папский дипломат и доктор обоих прав. Титулярный архиепископ Неокесарии с 5 октября 1716 по 23 марта 1729. Апостольский нунций в Испании с 2 января 1717 по 1 июля 1720. Декан Трибунала Священной Римской Роты с 22 февраля 1726 по 18 сентября 1733. Латинский титулярный патриарх Иерусалима с 23 марта 1729 по 24 марта 1734. Губернатор Рима и вице-камерленго Святой Римской Церкви с 30 сентября 1733 по 24 марта 1734. Епископ-архиепископ Монтефьясконе и Корнето с 9 июля 1734 по 6 января 1752. Апостольский датарий с 24 августа 1740 по 3 октября 1743. Кардинал-священник с 24 марта 1734, с титулом церкви Сант-Эузебио с 12 апреля 1734 по 20 февраля 1742.